# Madison (Dakota del Sud)
Madison és una població dels Estats Units a l'estat de Dakota del Sud. Segons el cens del 2000 tenia 6.540 habitants.

## Demografia
Segons el cens del 2000, Madison tenia 6.540 habitants, 2.589 habitatges, i 1.491 famílies. La densitat de població era de 590 habitants per km².
Dels 2.589 habitatges en un 26,6% hi vivien nens de menys de 18 anys, en un 47,2% hi vivien parelles casades, en un 7,5% dones solteres, i en un 42,4% no eren unitats familiars. En el 34,8% dels habitatges hi vivien persones soles el 16,7% de les quals corresponia a persones de 65 anys o més que vivien soles. El nombre mitjà de persones vivint en cada habitatge era de 2,26 i el nombre mitjà de persones que vivien en cada família era de 2,94.
Per edats la població es repartia de la següent manera: un 21,3% tenia menys de 18 anys, un 21% entre 18 i 24, un 21,7% entre 25 i 44, un 17,4% de 45 a 60 i un 18,6% 65 anys o més.
L'edat mediana era de 33 anys. Per cada 100 dones de 18 o més anys hi havia 93,2 homes.
La renda mediana per habitatge era de 30.434 $ i la renda mediana per família de 39.745 $. Els homes tenien una renda mediana de 28.408 $ mentre que les dones 20.965 $. La renda per capita de la població era de 14.767 $. Entorn del 6,3% de les famílies i l'11,9% de la població estaven per davall del llindar de pobresa.

## Poblacions més properes
El següent diagrama mostra les poblacions més properes.